# Sashimi

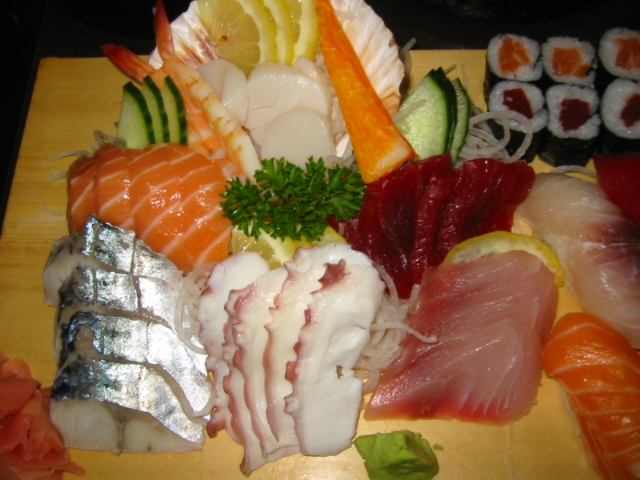
Sashimi de thon rouge, saumon, maquereau, mulet, poulpe, coquille Saint-Jacques.

Le sashimi (刺身, sashimi, prononcé : [saɕimiꜜ], « corps taillé » en japonais) parfois orthographié shashimi, est un mets traditionnel de la gastronomie japonaise, composé de tranches de poisson frais consommé cru. Le sashimi ne doit pas être confondu avec le sushi, préparation variante à base de shari (riz vinaigré).

## Le sashimi, un art culinaire
Le sashimi relève du grand art culinaire de l'art japonais (attesté dès le XVe siècle) et de la culture japonaise, par une préparation et une présentation artistique et esthétique savante de morceaux de poisson cru, de la taille d'une bouchée.

Quelques sashimis
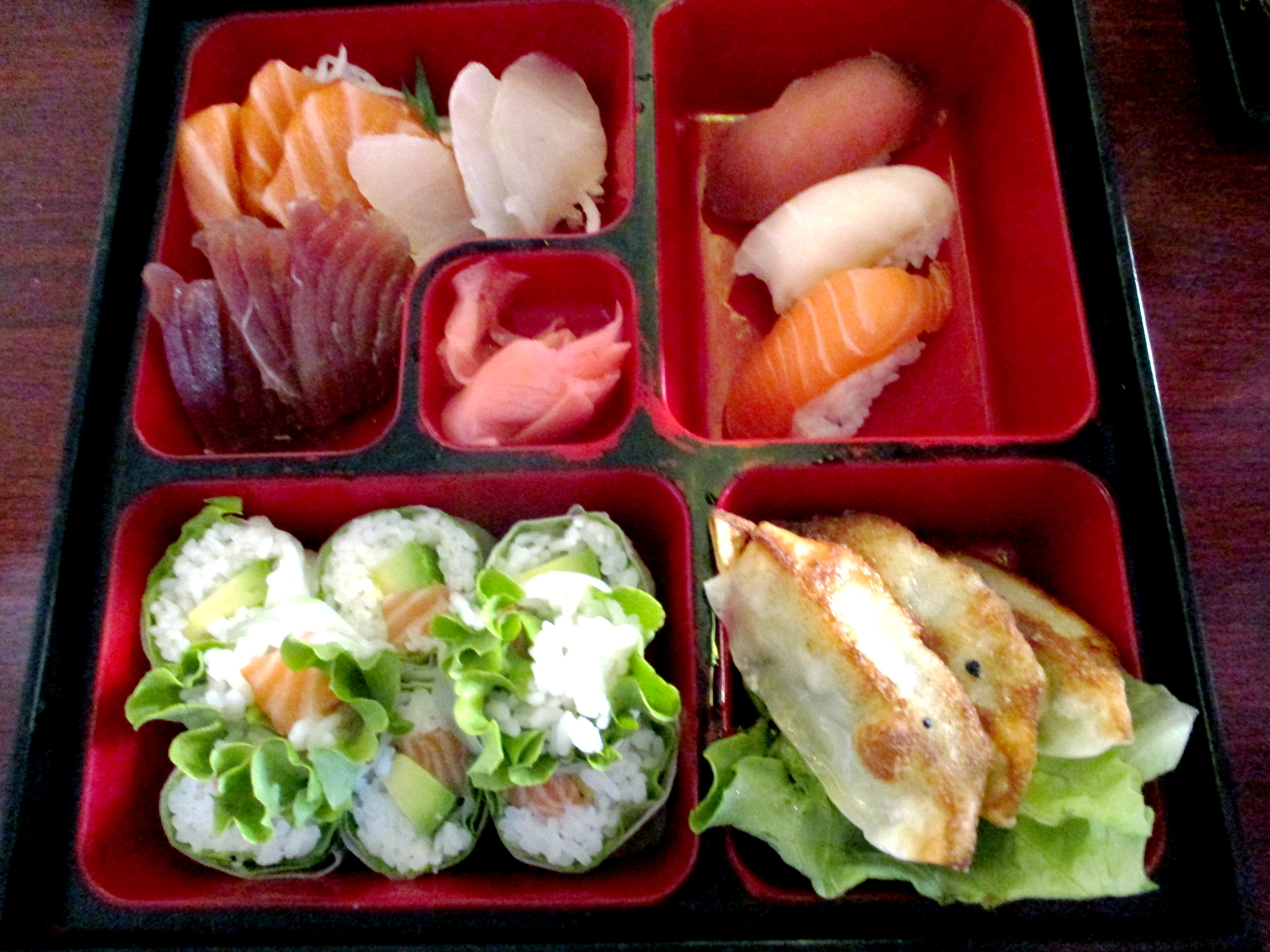
Sashimis et sushis
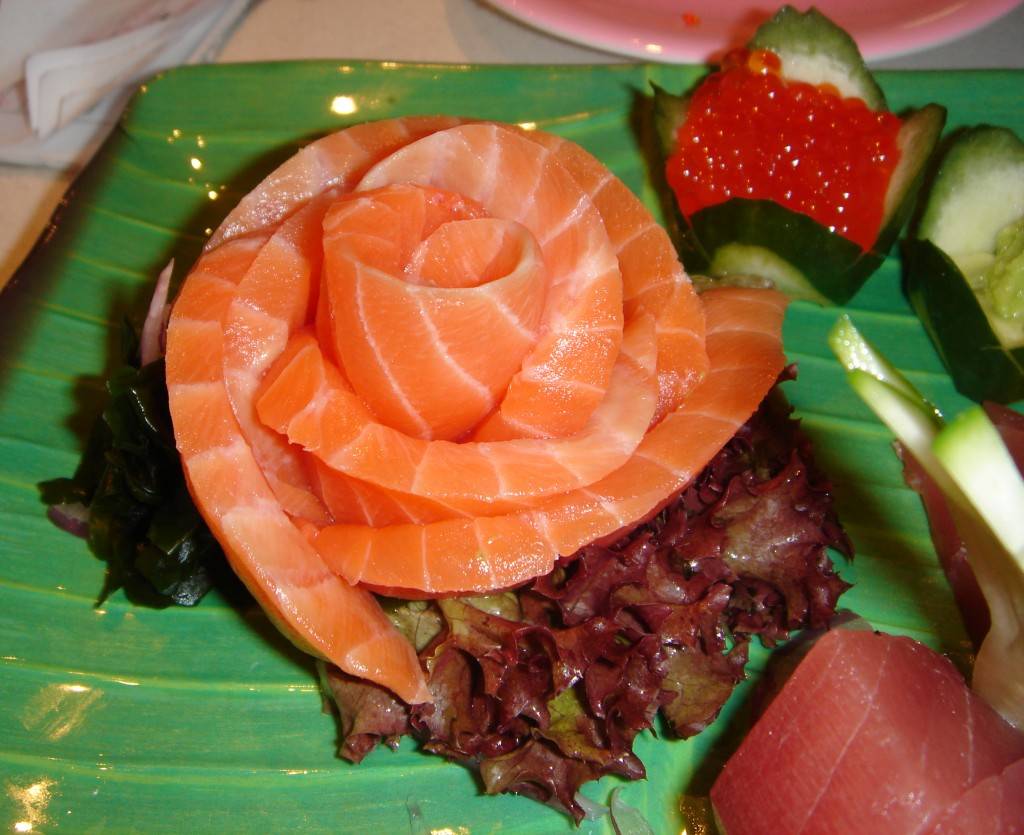
Sashimi de saumon
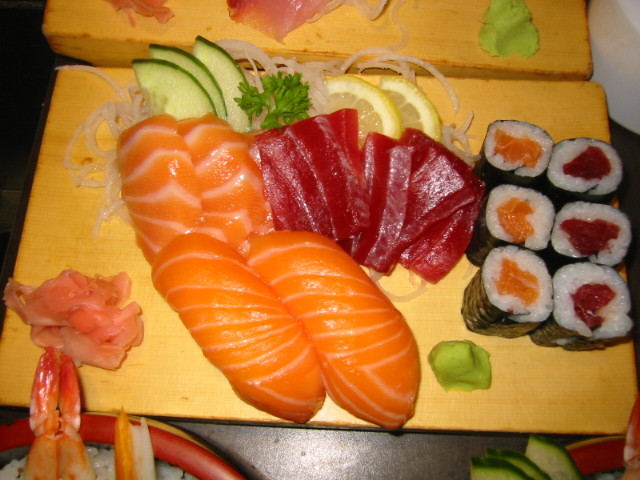
Sashimis de thon rouge et saumon, maki sushi, et wasabi

Les produits de la mer les plus courants pour cuisiner des sashimis sont : le thon et thon rouge, le maquereau, la limande, le saumon, la daurade, la coquille Saint-Jacques, la gambas, la pieuvre, la langouste, des crevettes, des mollusques, des crustacés… La consommation de baleine, massive d'après-guerre, a connu un lent déclin après le moratoire international interdisant la chasse à la baleine de 1986, et est maintenant anecdotique, la filière semblant en 2013 économiquement condamnée à plus ou moins brève échéance. Le réputé fugu est de consommation plus exceptionnelle en raison du faible nombre de cuisiniers autorisés au Japon à le préparer, à cause de son potentiel toxique.

Quelques présentations artistiques de sashimi
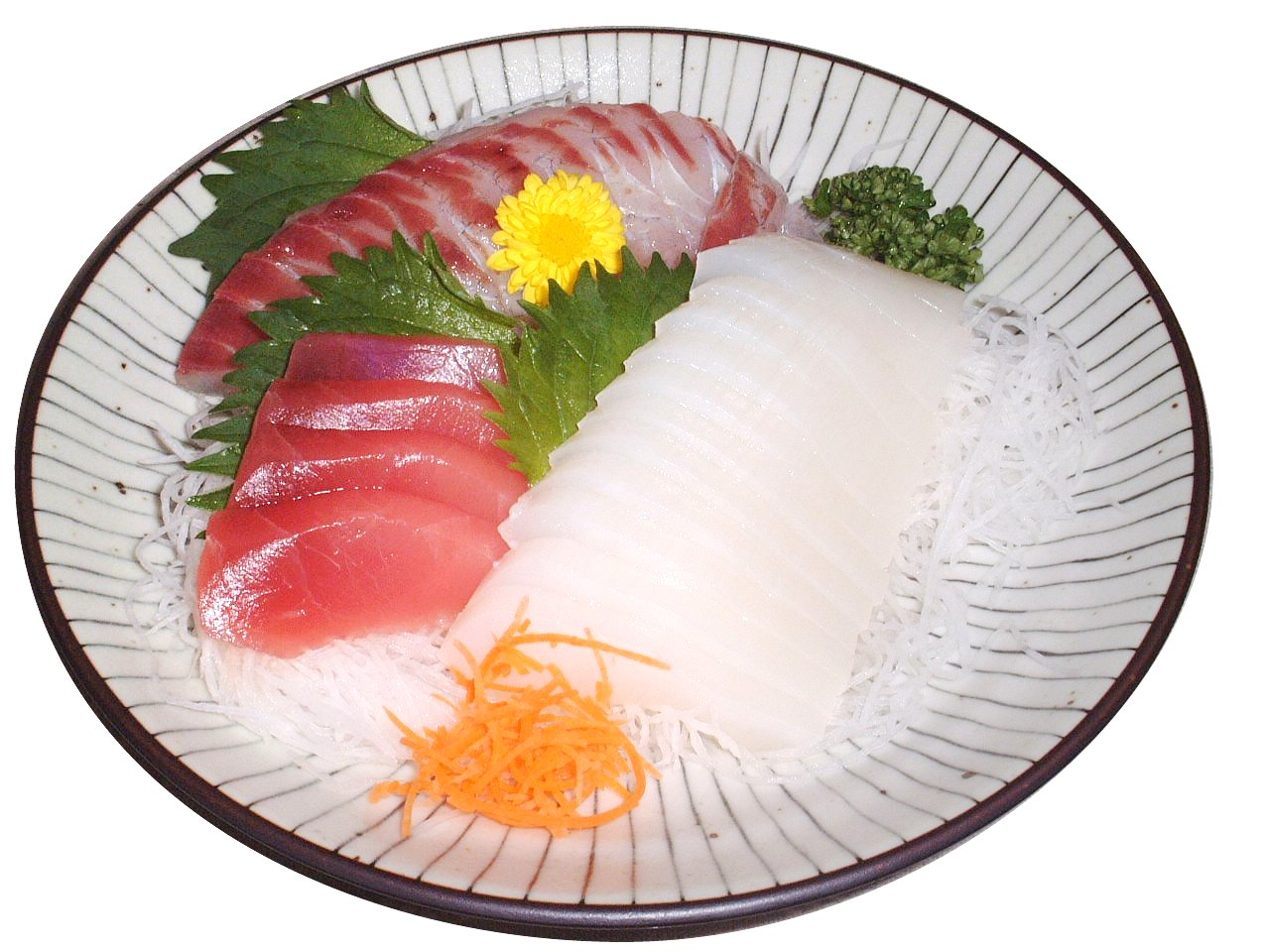
Sashimi de thon rouge, de seiche et de daurade
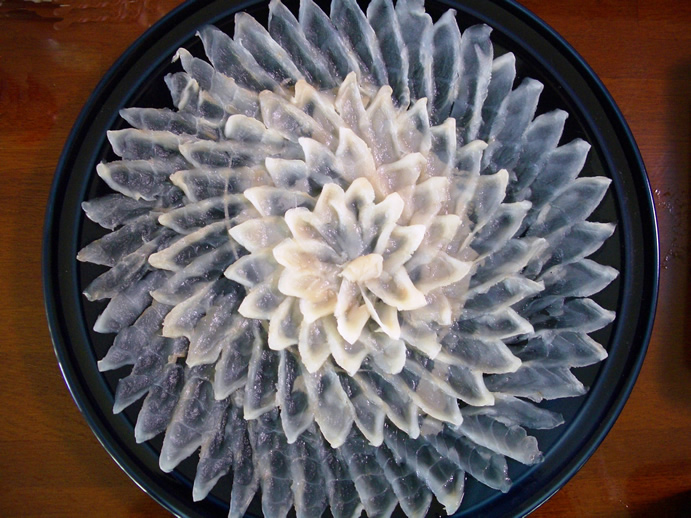
Sashimi de fugu
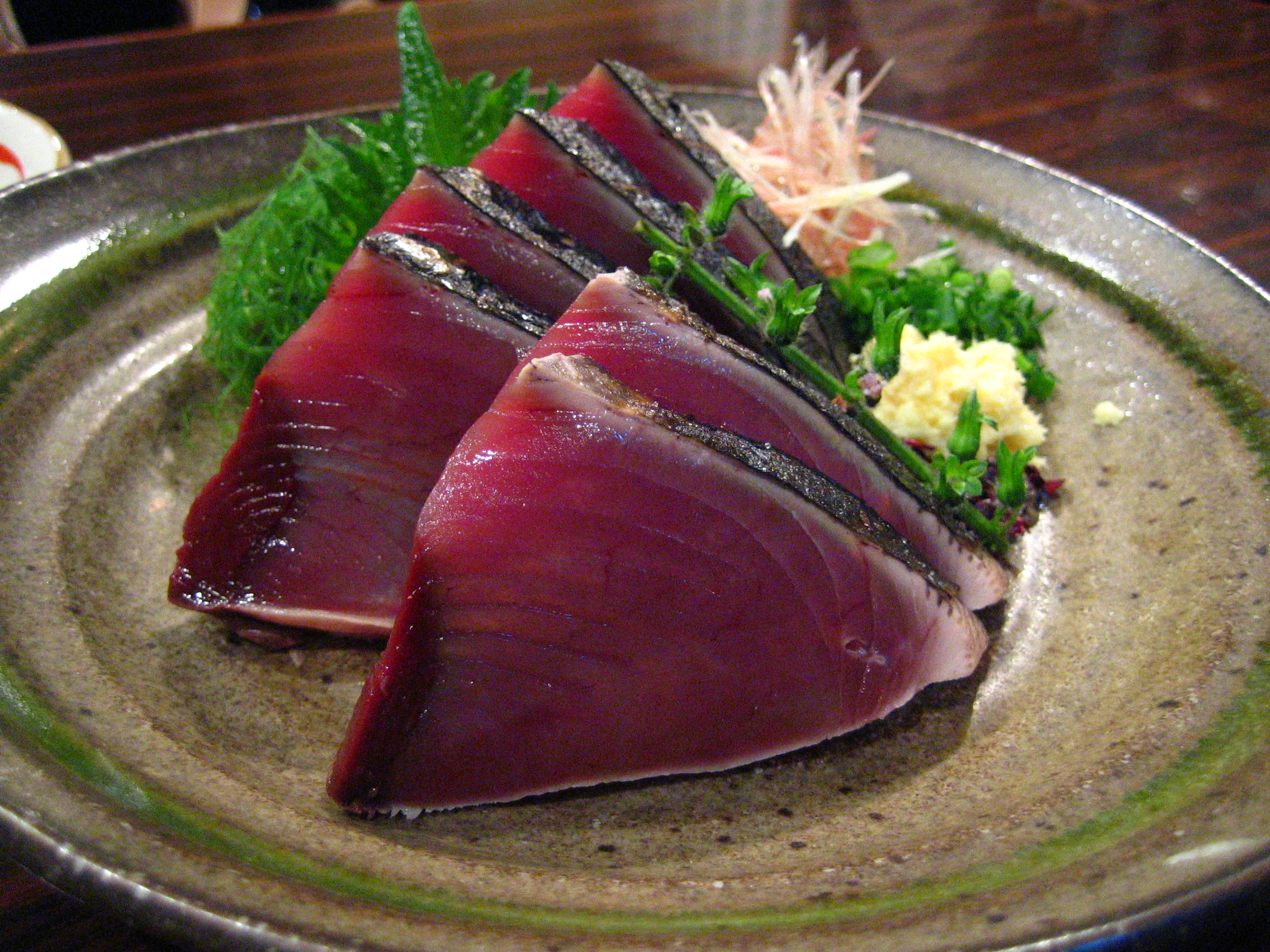
Tataki de thon rouge
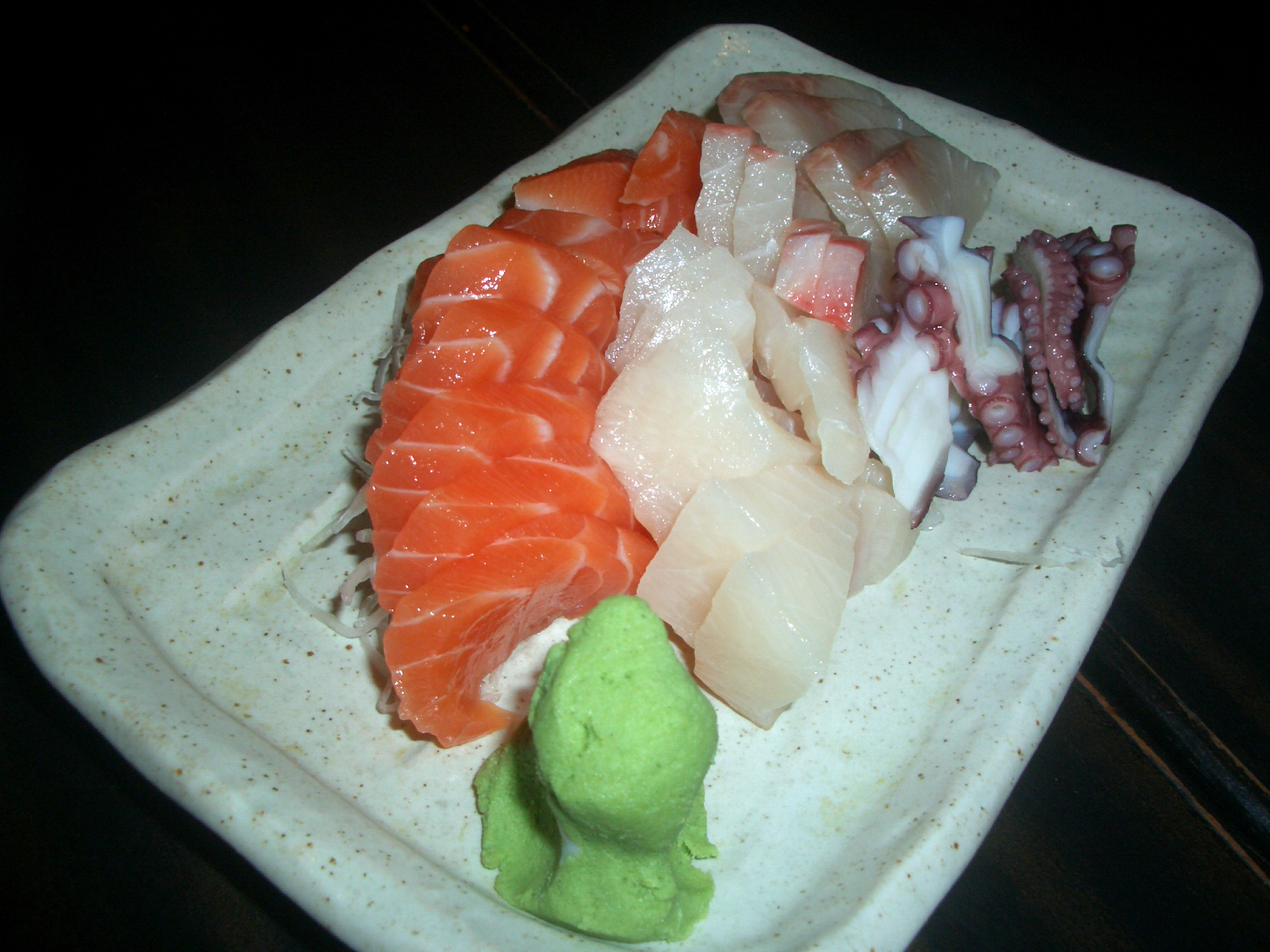
Saumon, thon, poulpe, et wasabi
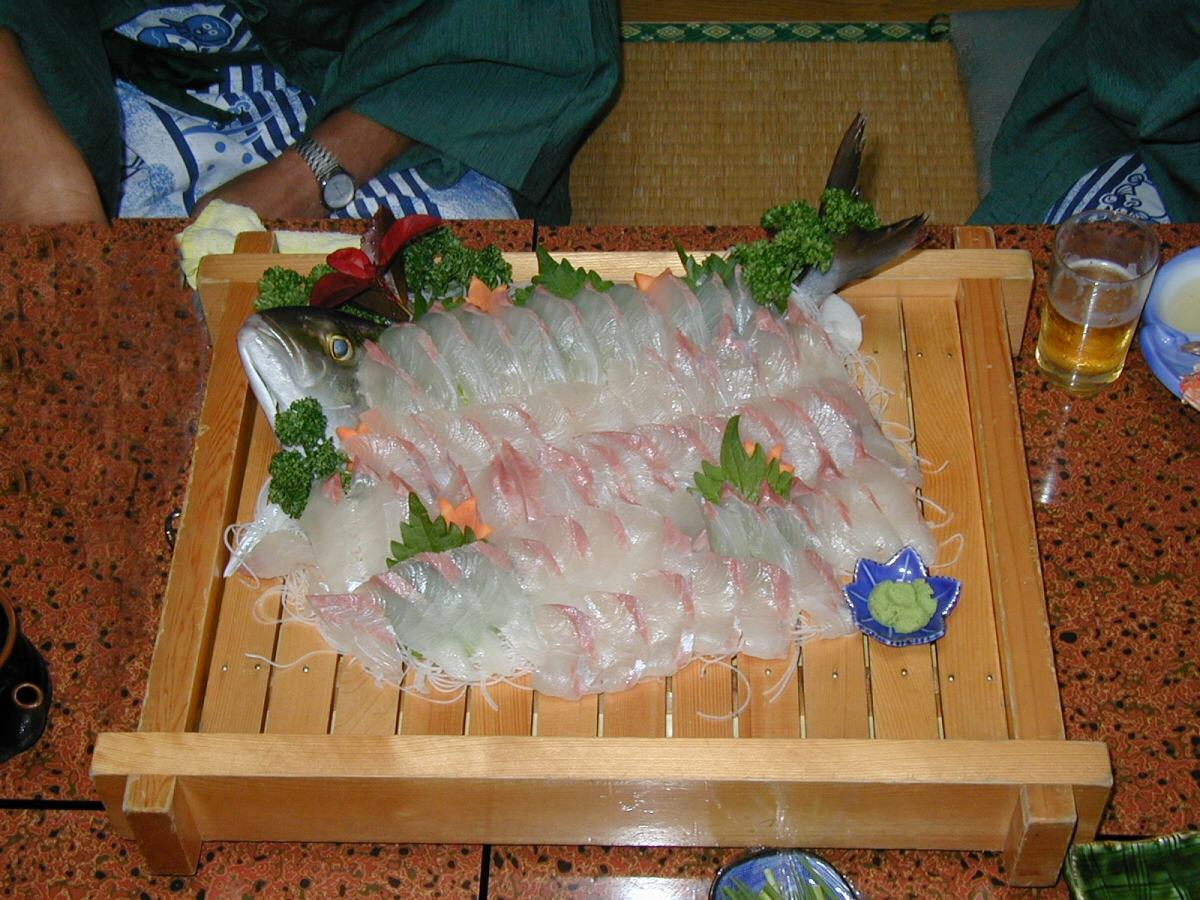
Sashimi de seriola quinqueradiata (souvent appelé chinchard)
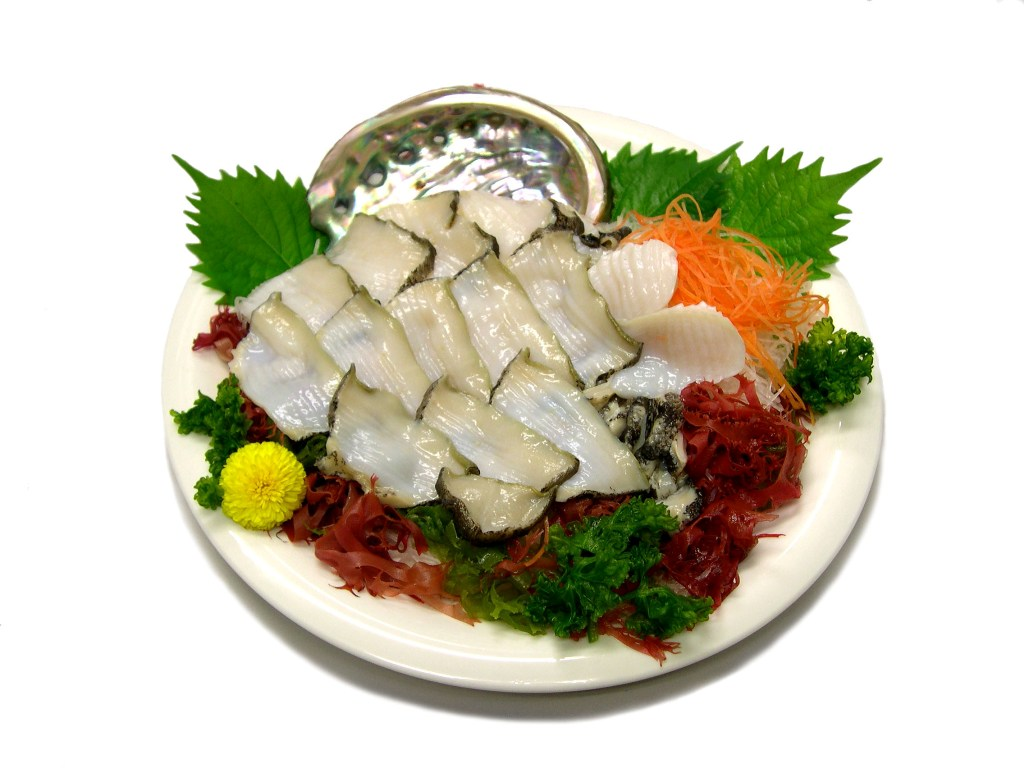
Sashimi d'abalone.

Ces produits sont sélectionnés selon des critères spécifiques de qualité et de fraîcheur, puis découpés et présentés de façon artistique. Historiquement, les poissons d'eau douce ou saumâtre n'étaient pas consommés en sashimi, à cause des parasites (notamment nématodes) que leur chair contient parfois, contrairement aux poissons pélagiques. Anecdotiquement, certaines localités (régions de Kumamoto, Matsumoto et Tōhoku) ont pour spécialité le basashi, un sashimi de viande de cheval.

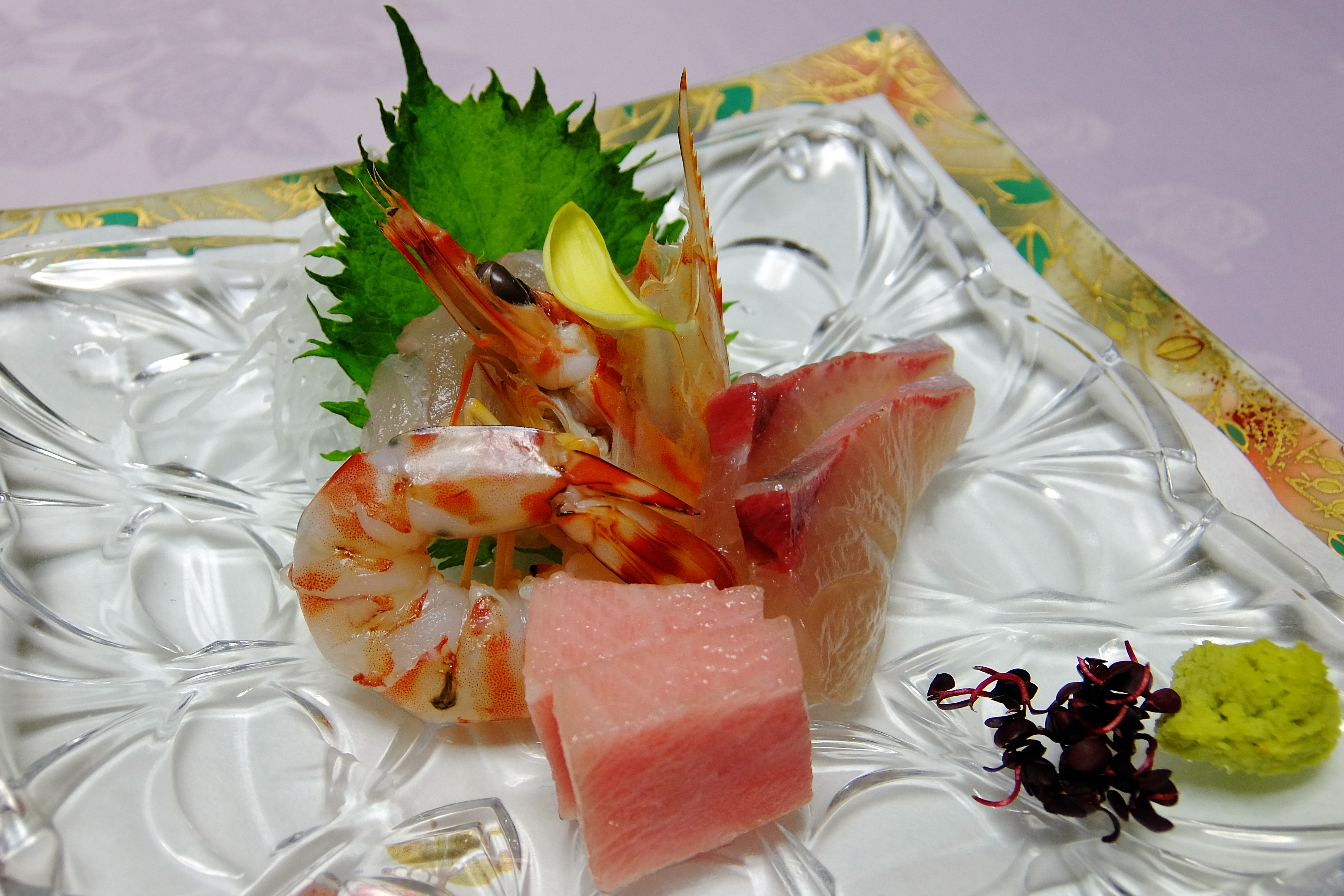
Crevette, thon, et saumon
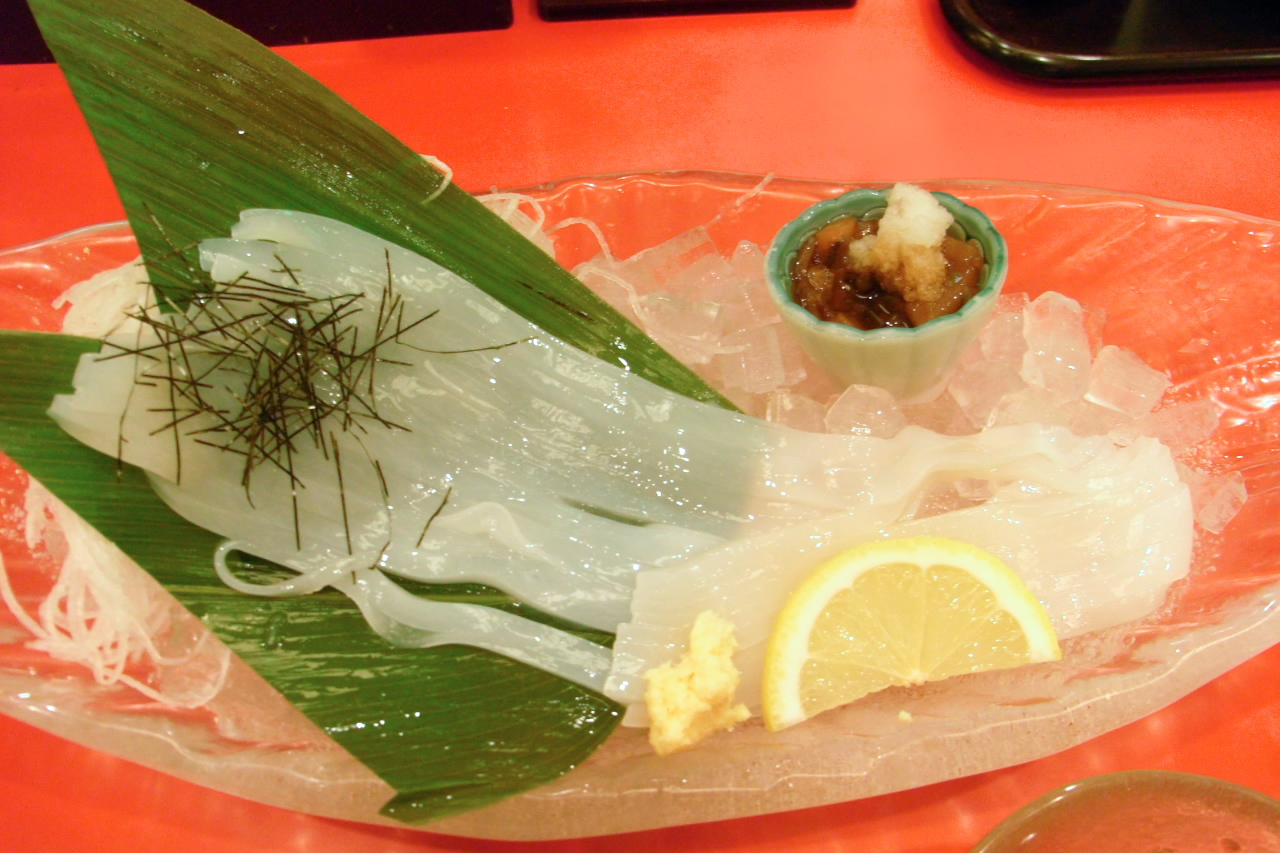
Ika sōmen de calamar
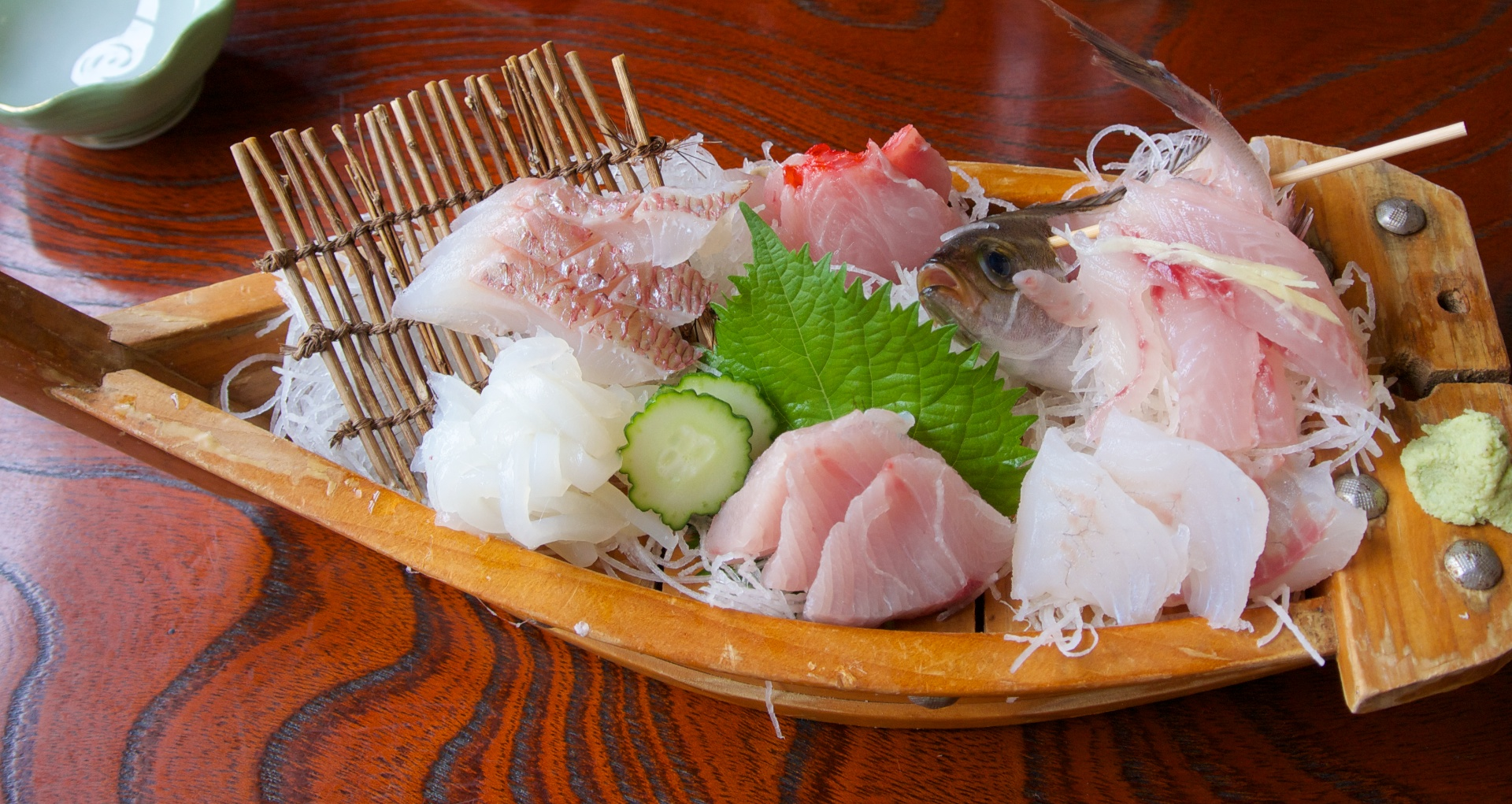
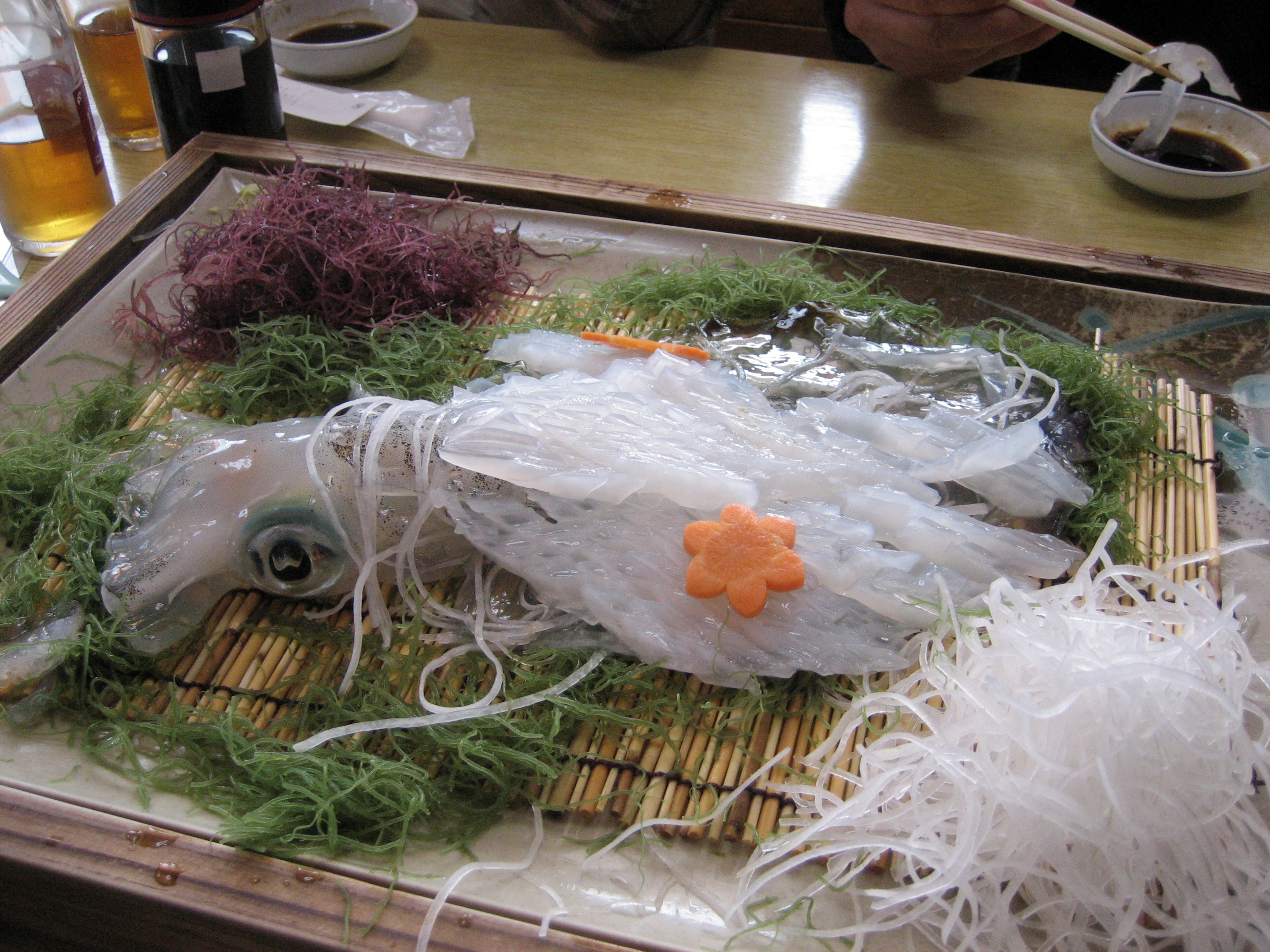
Sashimi de pieuvre
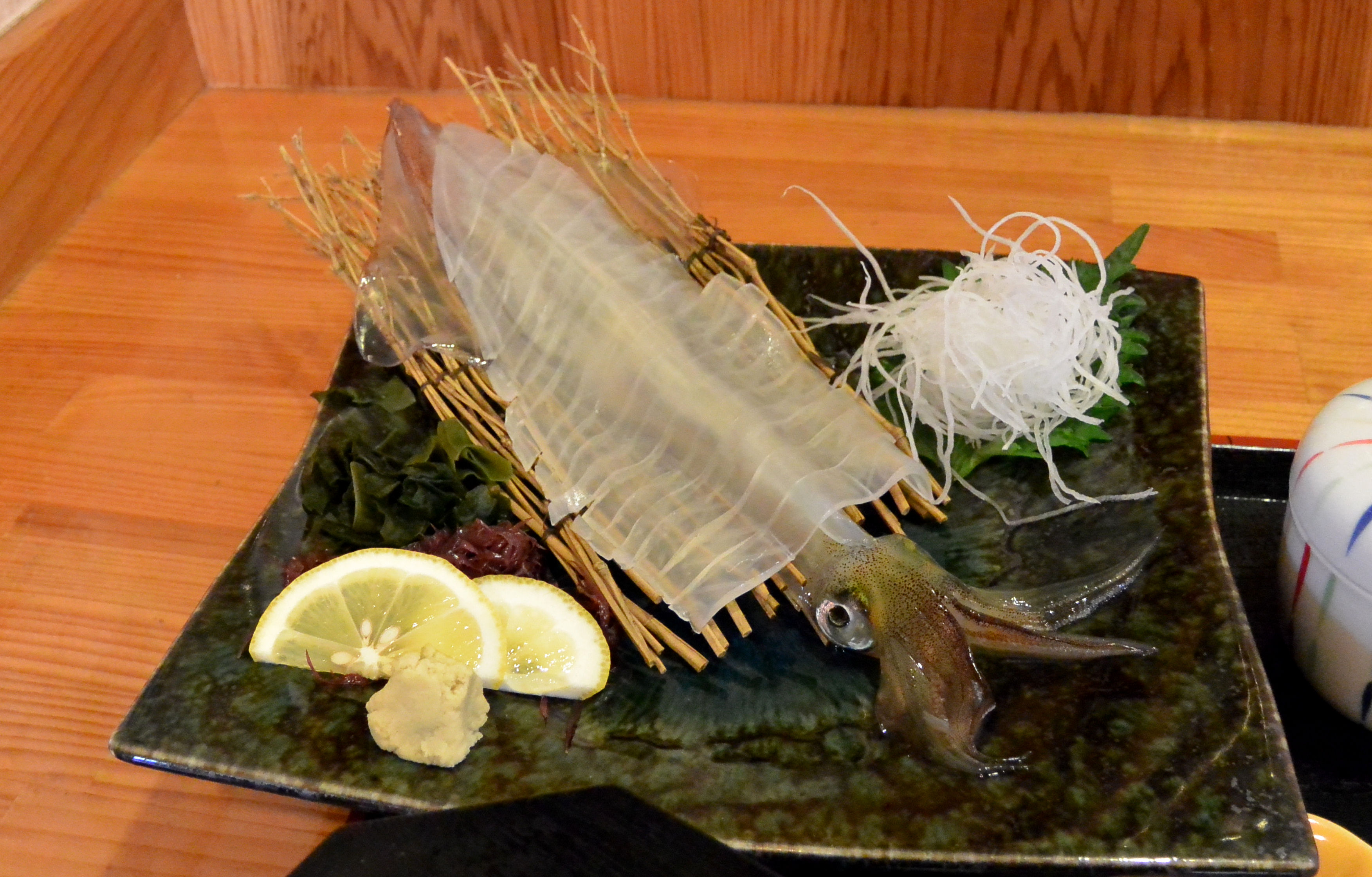
Ikizukuri de calamar
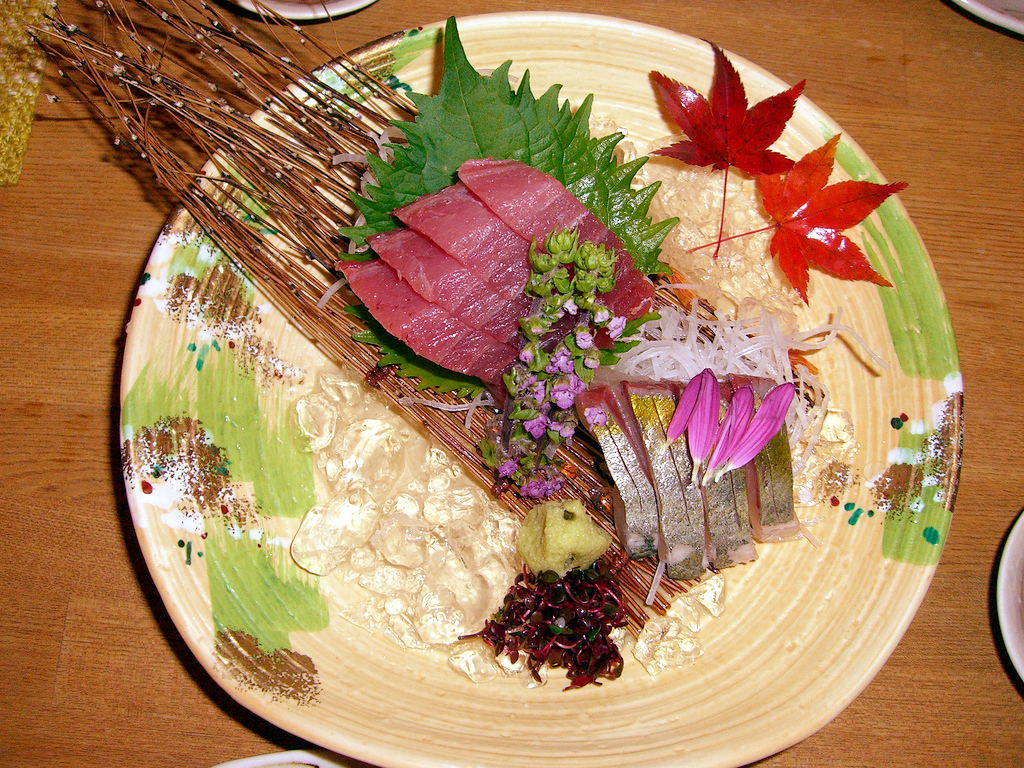
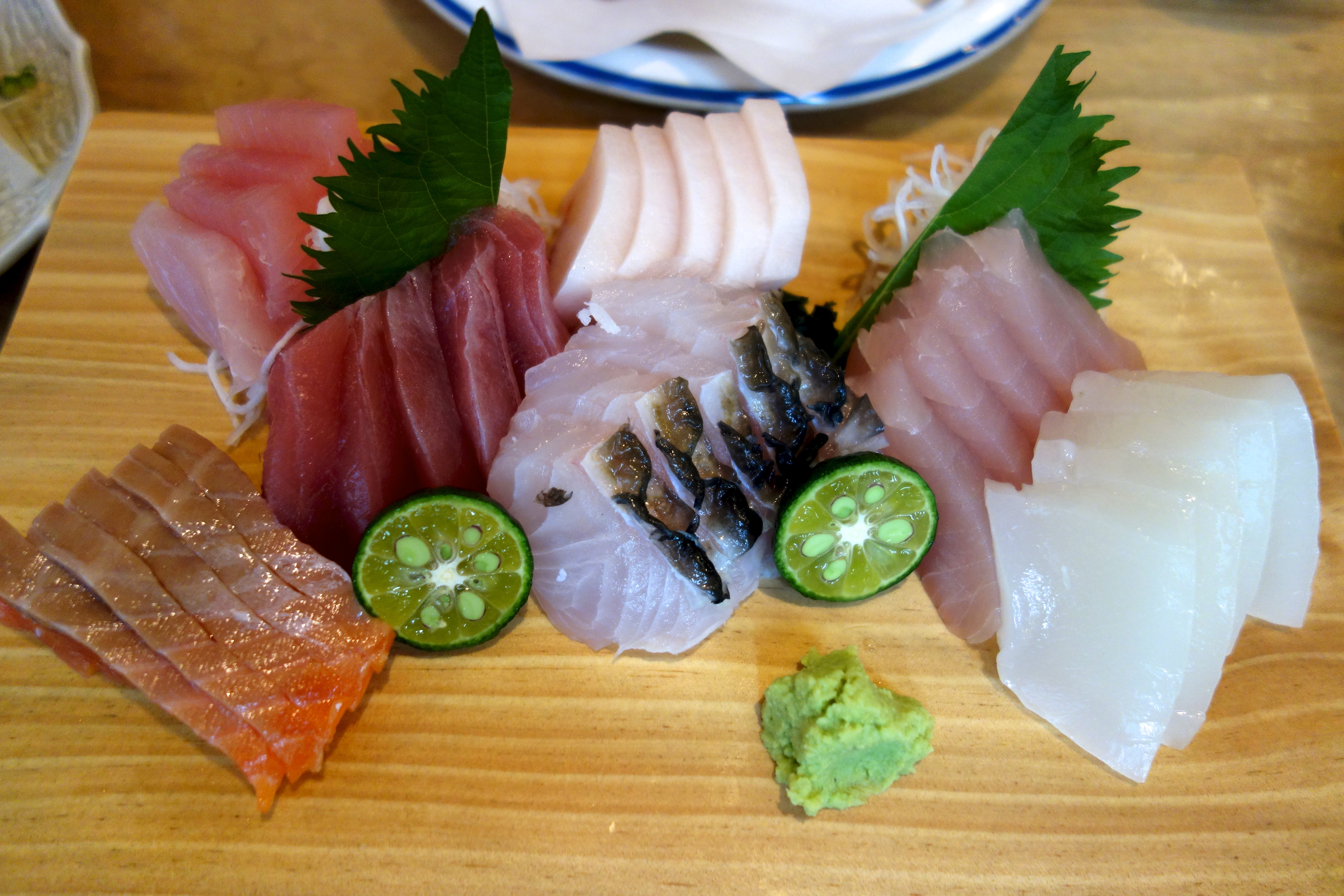
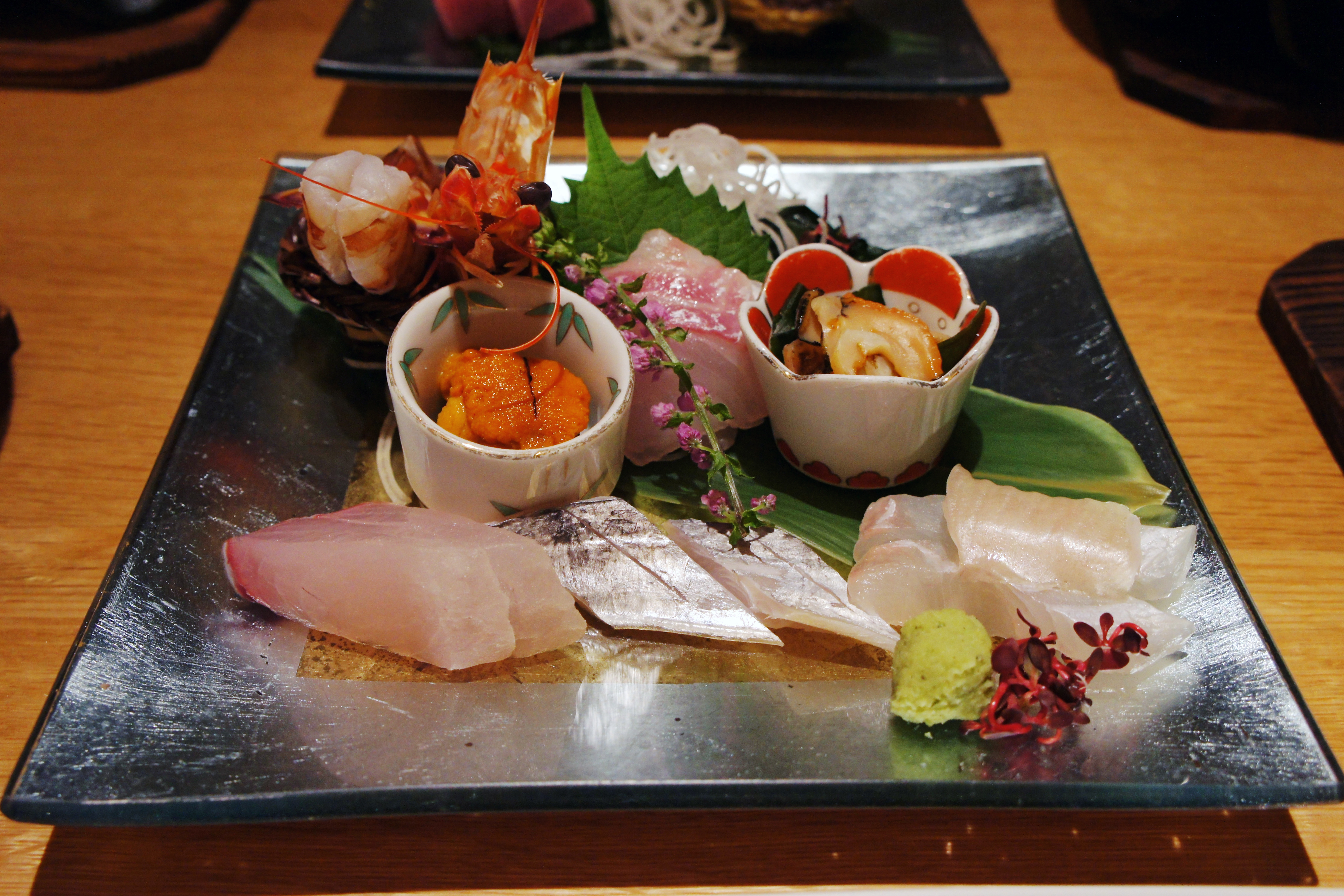
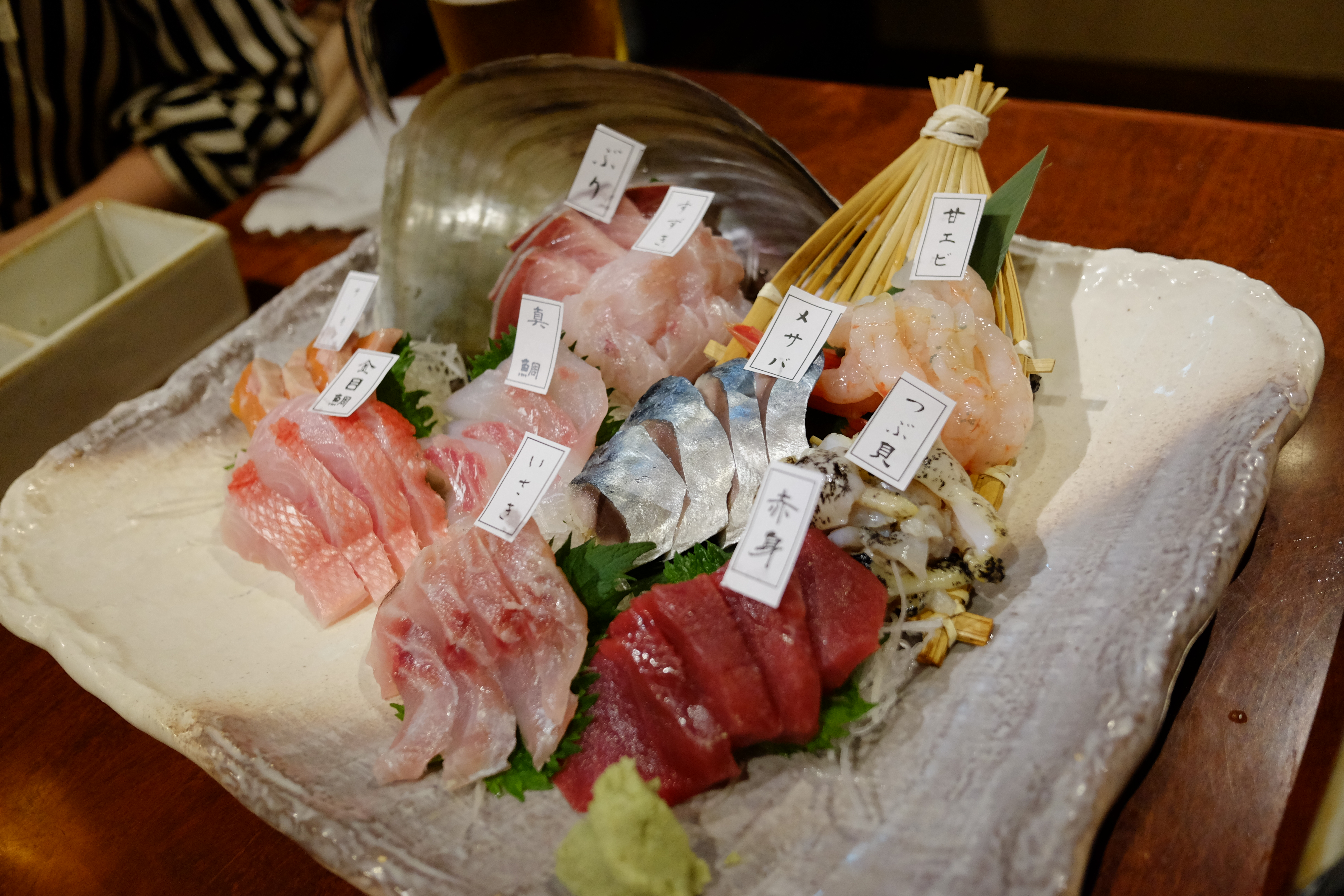
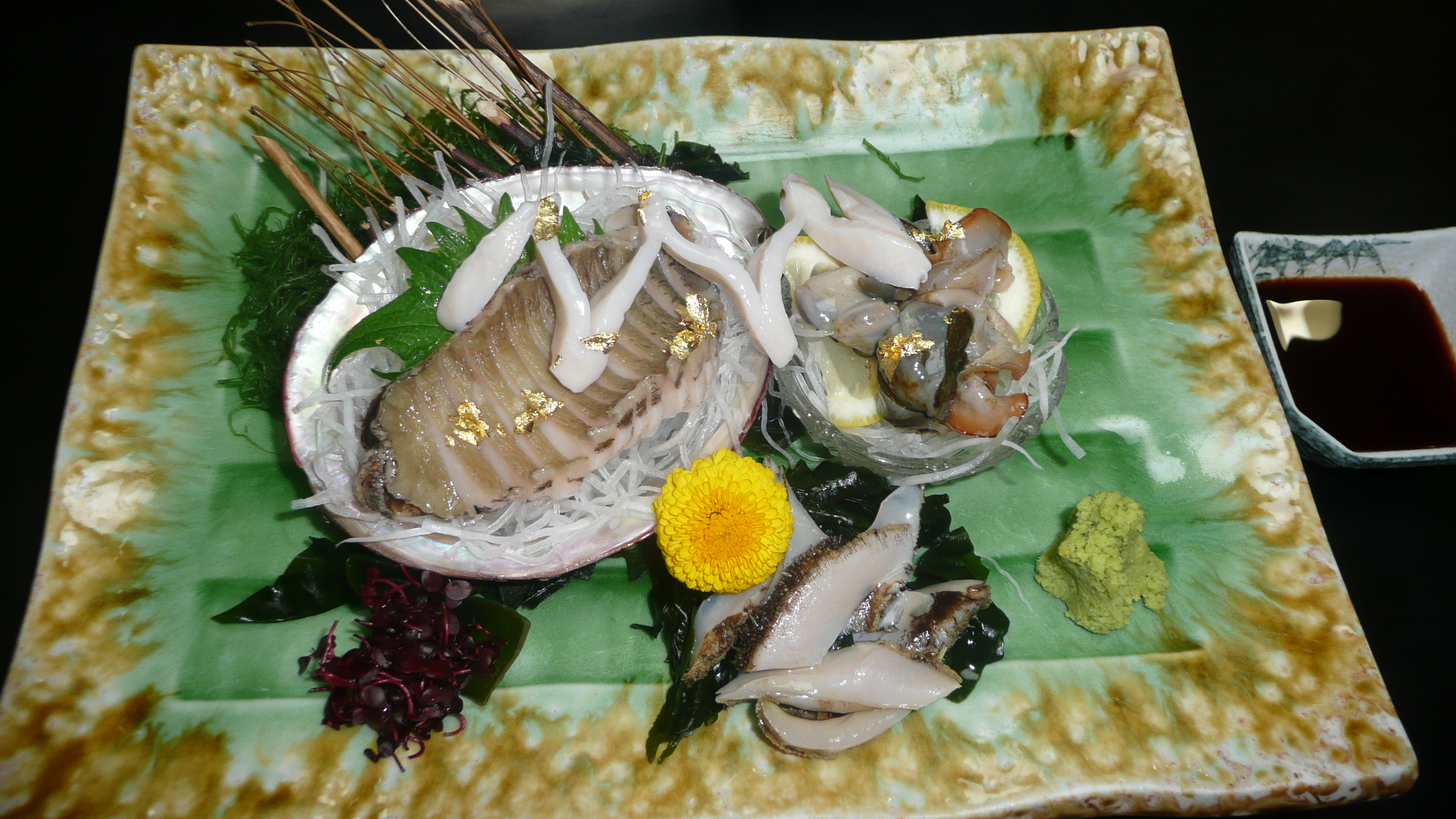
Sashimi d'ormeau

Le sashimi est généralement consommé à l'aide de baguettes, et servi accompagné de wasabi et d'une sauce de soja (醤油, shōyu) ; ou en dehors du Japon, d'une sauce à base de moutarde et d'huile émulsionnées, d'ail, de sauce de soja et de quelques gouttes de sauce Worcestershire. Il peut être servi avec un accompagnement de crudités, comme du chou blanc râpé, du céleri ou des bâtonnets de navet blanc. Il peut également être accompagné d'une soupe de poissons, ou une soupe de miso et des crudités : émincé de gingembre, feuilles de shiso, émincé de céleri, carotte râpée, rondelle de concombre, bouquet de persil. Le thé vert (en particulier le Bancha Hojicha), le saké frais ou tiède, ou de la bière japonaise, sont des boissons fréquemment consommées en accompagnement du sashimi.
Au Japon, l'art culinaire du sashimi relève d'un long apprentissage, qui peut être dispensé dans des écoles de cuisine. La préparation du sashimi de fugu, un poisson dont certains organes sont toxiques, nécessite un apprentissage particulier et l'obtention d'une licence accordée par l'État.
Pour la découpe du sashimi, la lame du couteau est inclinée sur le filet de poisson, et les doigts de la main gauche sont posés sur la tranche à découper, pour la maintenir contre la lame. La découpe de la tranche se fait d'un seul geste continu, commençant à la base du couteau jusqu'au bout de la lame, que le cuisinier ramène vers lui. En fonction des habitudes des consommateurs ou du cuisinier, l'épaisseur des tranches peut varier fortement, depuis des tranches très épaisses, à des tranches très fines, presque transparentes.

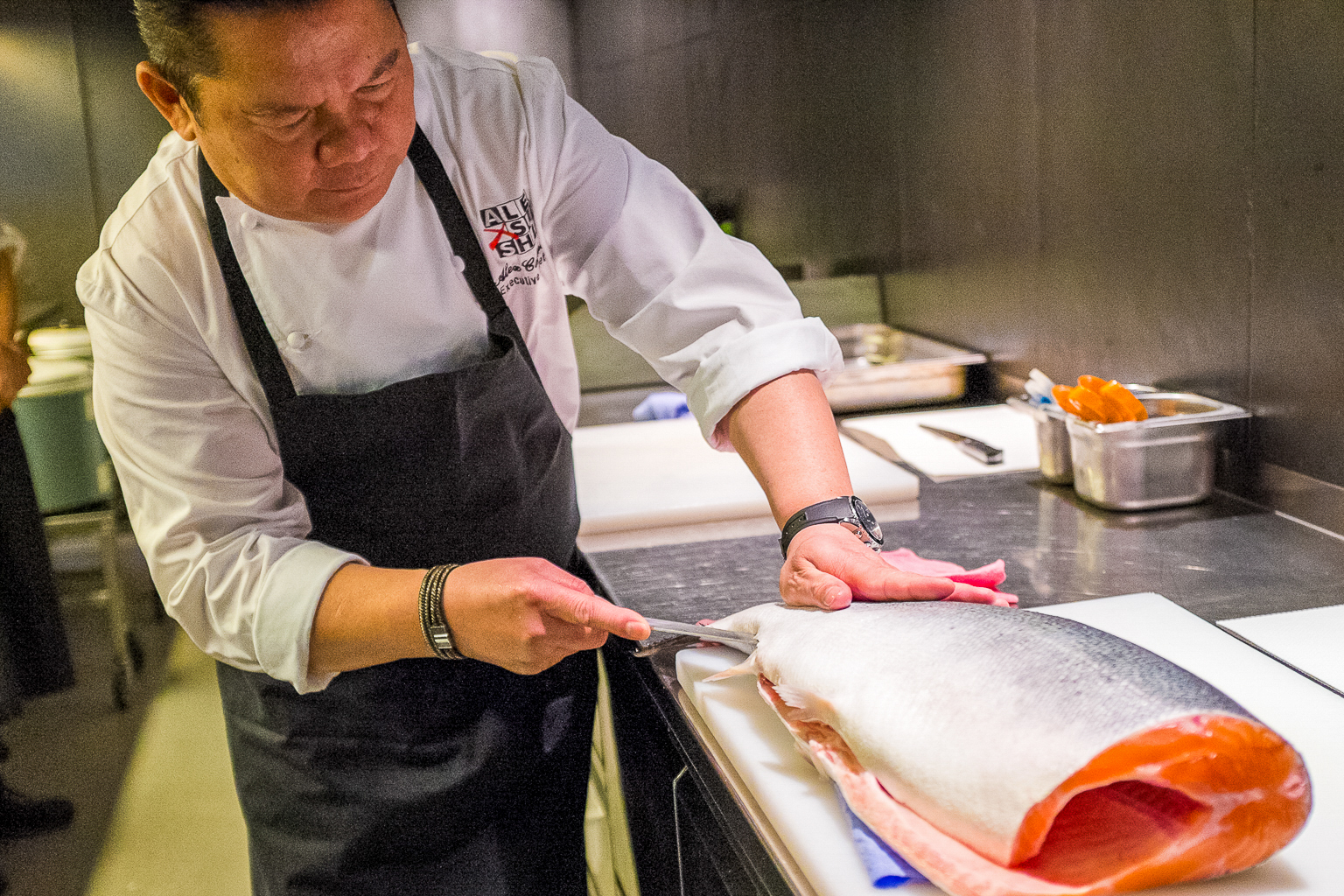
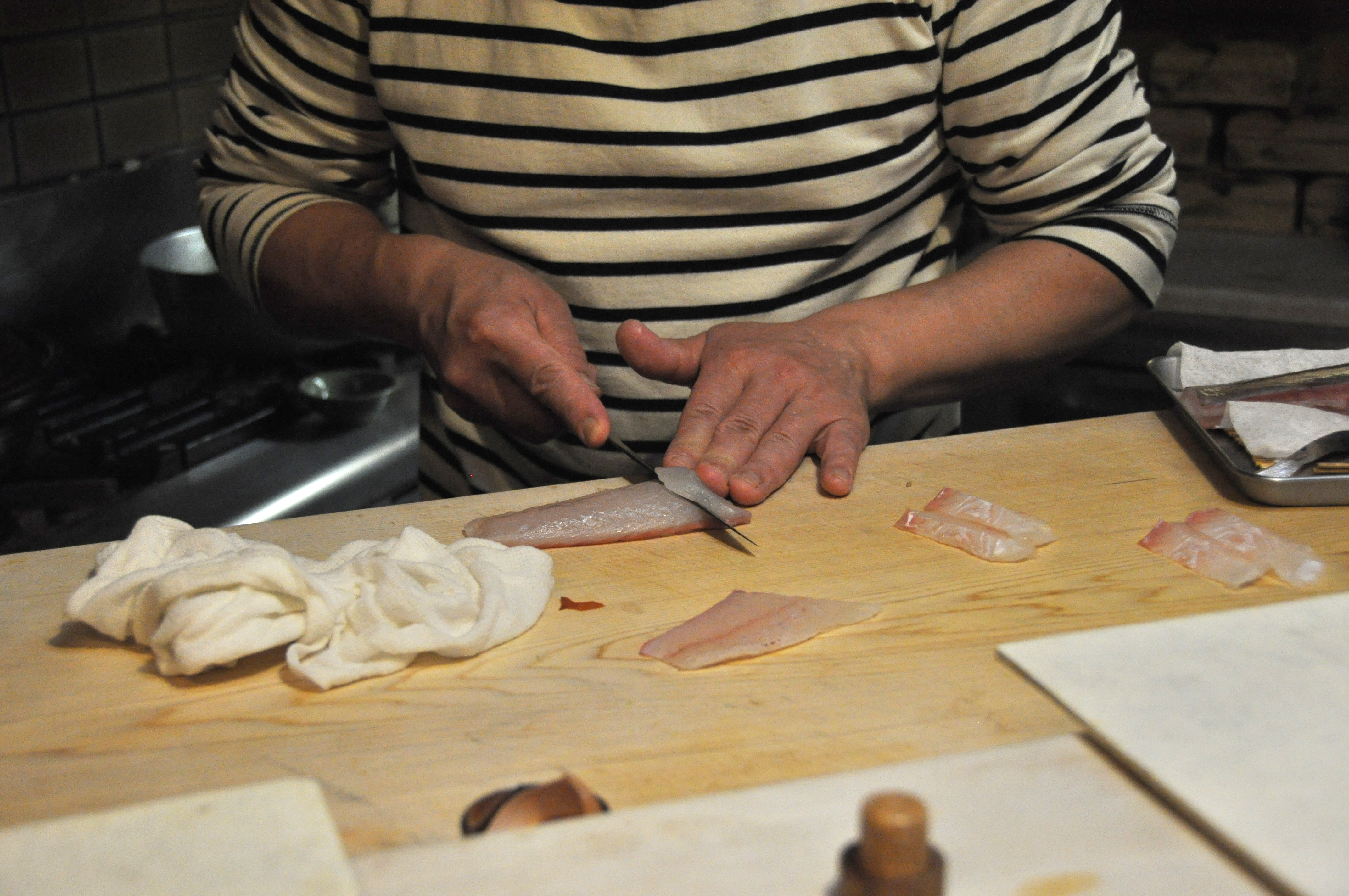
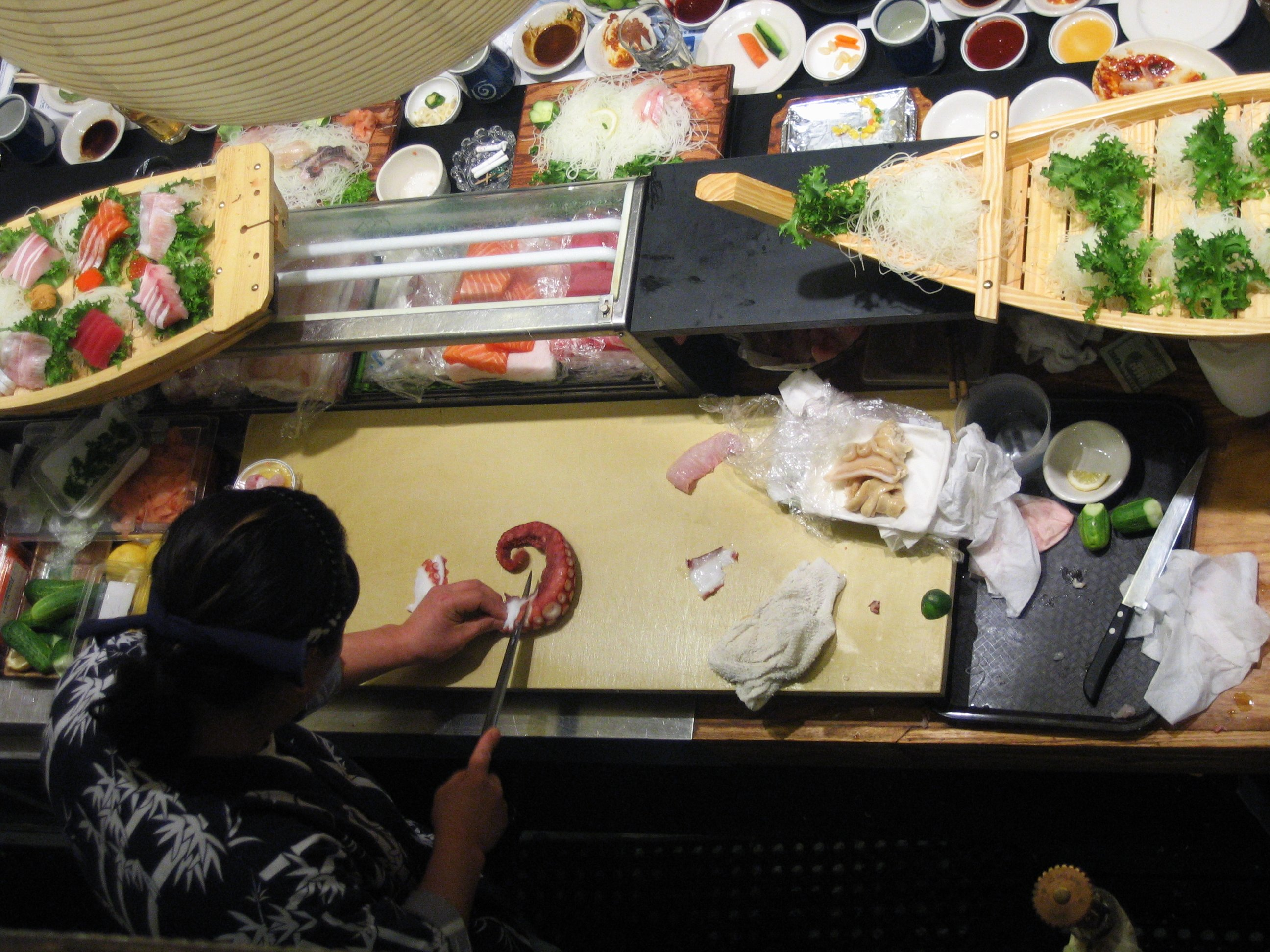
Préparation de poulpe

Il existe de nombreuses techniques de préparation des sashimi. L’ikizukuri est une version spectaculaire du sashimi pratiquée au Japon et en Corée, où le poisson est retiré d'un aquarium pour être découpé et servi vivant, avec le cœur encore battant. Les types de coupes et de présentation sont également très diverses : le sugata-zukuri montre la tête et la queue du poisson, le hira-zukuri place le poisson à plat, usu-zukuri est finement tranché,. Le tataki est une autre variante, où le poisson est passé rapidement au-dessus d'une flamme. L’arai est une technique où, une fois découpé, le poisson est trempé dans l'eau, lui donnant une texture plus caoutchouteuse.
Lorsque les matières premières sont sélectionnées selon des standards de qualité très exigeants, dont la découpe occasionne beaucoup de déchets, les sashimi peuvent atteindre des prix très élevés. Le marché de consommation du sashimi et des sushis a développé une commercialisation particulière de la production de thon dans ce débouché, requérant des moyens spécifiques, comme la sélection de prises particulières en fonction de leur taille, de leur fraîcheur et de la quantité de gras, la conservation sur un lit de glace, le transport par avion, etc. Le thon répondant à ces standards de qualité atteint des prix très élevés, attractifs pour les producteurs, ce qui explique les efforts réalisés par ces derniers pour répondre aux attentes de ce marché de consommation, essentiellement japonais.

## Le thon pour le sashimi

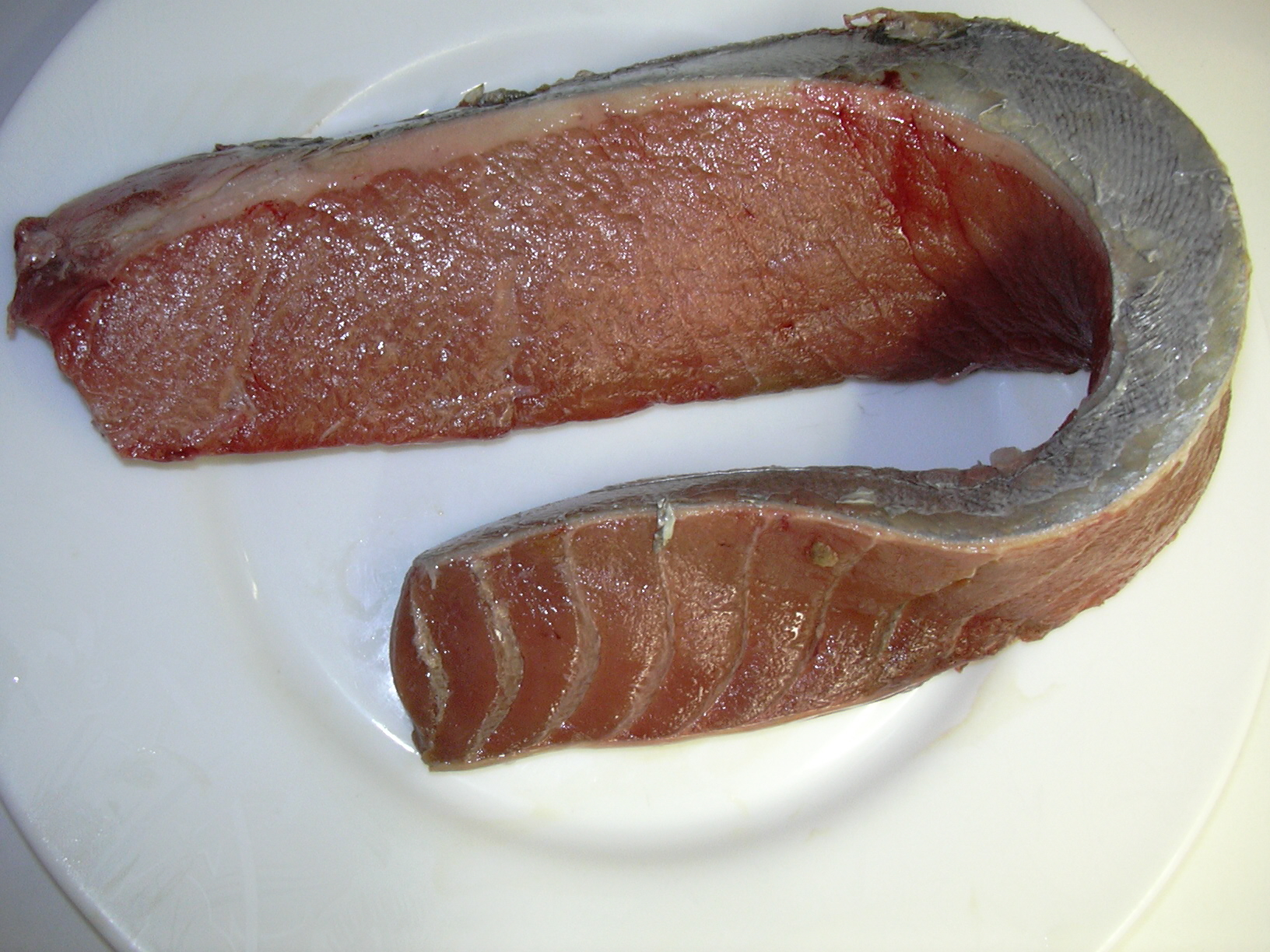
Thon gras ou toro avant découpe.

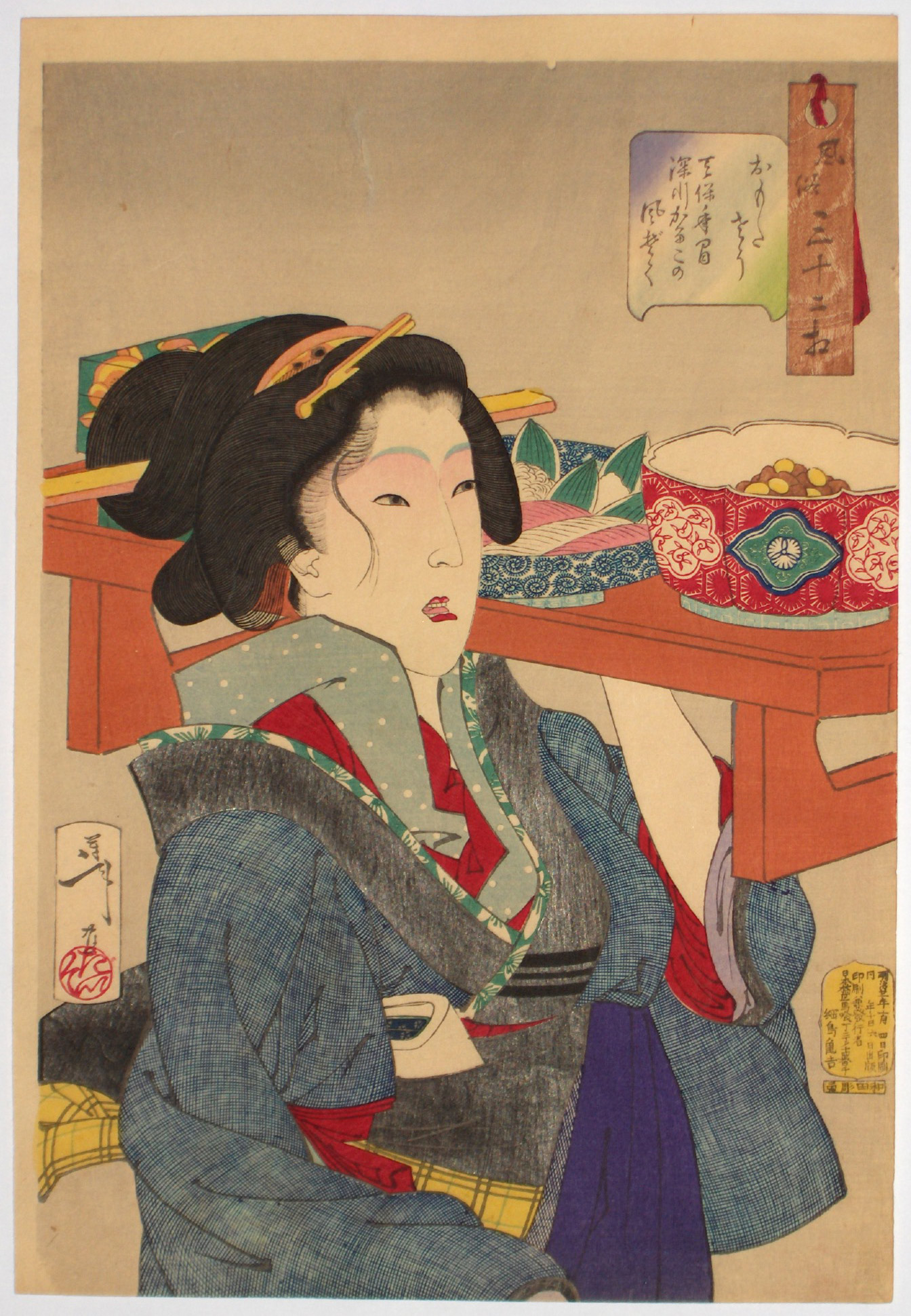
Serveuse de sashimi au XIXe siècle (estampe Ukiyo-e par le peintre Yoshitoshi).

Les principales espèces de thon consommées en sashimi sont le thon rouge ou thon (鮪, maguro), le thon jaune ou albacore, le thon obèse ou patudo, le thon blanc ou germon, et la bonite à ventre rayé ou listao. En 1989, environ 16 % de la production mondiale de thon rouge était destinée à la consommation sous forme de sashimi. Le thon destiné au marché du sashimi peut être pêché à la palangre, à la canne, à la senne tournante (les plus grosses pièces sont attrapées au lasso puis rapidement saignées), ou engraissé dans des fermes spécialisées pendant 6 mois à 2 ans après leur capture.
Les critères de sélection liés à la chair de la prise expertisée, sont essentiellement : la teneur en graisse, la couleur, le goût, la teneur en eau, la fermeté et la texture de la chair. La taille de la prise, la saison et l'état de fraîcheur jouent également un rôle important dans l'évaluation du produit. La pièce examinée doit aussi répondre à des conditions spécifiques de capture, de manipulation, de nettoyage, de réfrigération et de transport. Le thon entier, conservé sur un lit de glace, est généralement expertisé au marché aux poissons par un professionnel mandaté par l'acheteur, qui réalise un carottage pour analyser la chair du poisson et la couche de graisse.
La teneur de graisse est le facteur principal fixant la valeur marchande du produit. Elle varie en fonction des espèces considérées et de la région du corps dont provient la chair. Les Japonais distinguent, dans l'ordre décroissant de qualité :
- Ōtoro (大トロ?) : couleur rose et taux de graisse proche ou supérieur à 25 %.
- Chūtoro (中トロ?) : couleur plus foncée, taux de graisse identique.
- Akami (赤身?) : couleur rouge, taux de graisse aux alentours de 14 %.

Ōtoro et chūtoro sont des morceaux de toro ou thon gras, la partie ventrale du poisson.
Le Japon consomme annuellement environ 500 000 tonnes de thon de qualité sashimi, dont environ 17 000 tonnes de thon rouge. Ce type de thon peut atteindre des prix très élevés au marché aux poissons de Toyosu (Tokyo) lorsqu'il répond à de hauts critères de qualité.
Dans la restauration japonaise, le prix du sashimi de thon rouge varie entre 230 et 450 euros le kilogramme.
Une pratique s'est développée au cours des années 1990, le conditionnement du thon dans des conteneurs hermétiques remplis de monoxyde de carbone, permettant une conservation plus longue de la couleur rouge vif et donnant un aspect de fraîcheur à la chair. Cette pratique n'empêche pas la dégradation de la chair, et a parfois entraîné des intoxications. En conséquence, des contrôles accrus ont été mis en place.

## Traitement du thon qualité sashimi

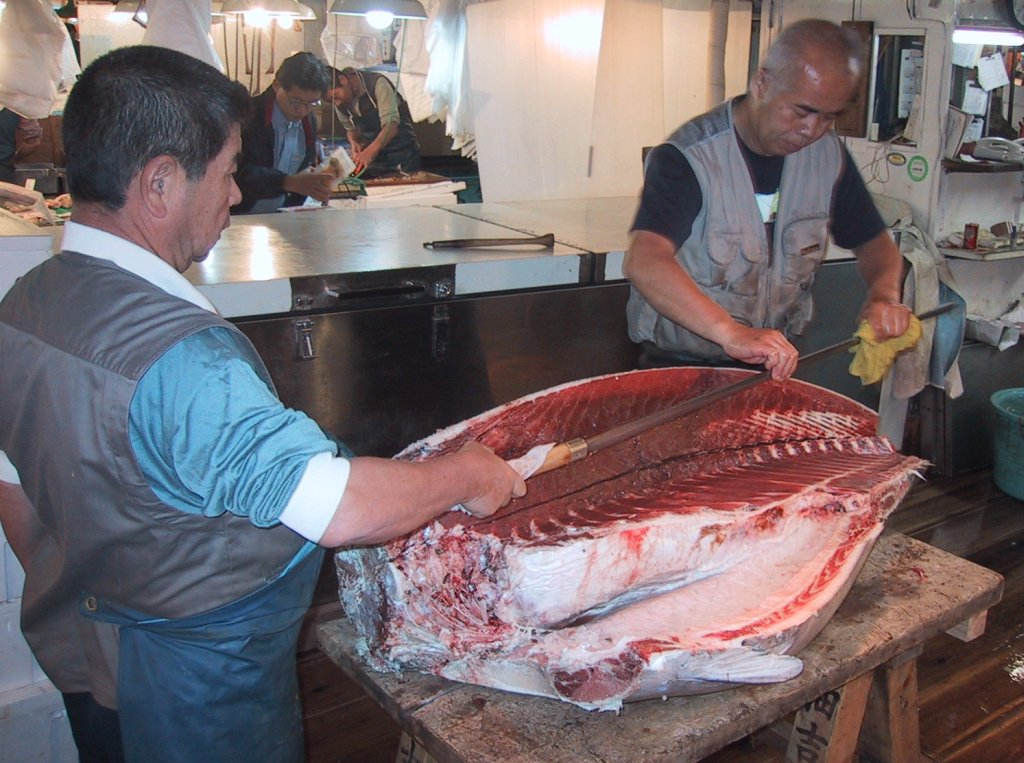
Découpe au marché aux poissons de Tsukiji (Tokyo)

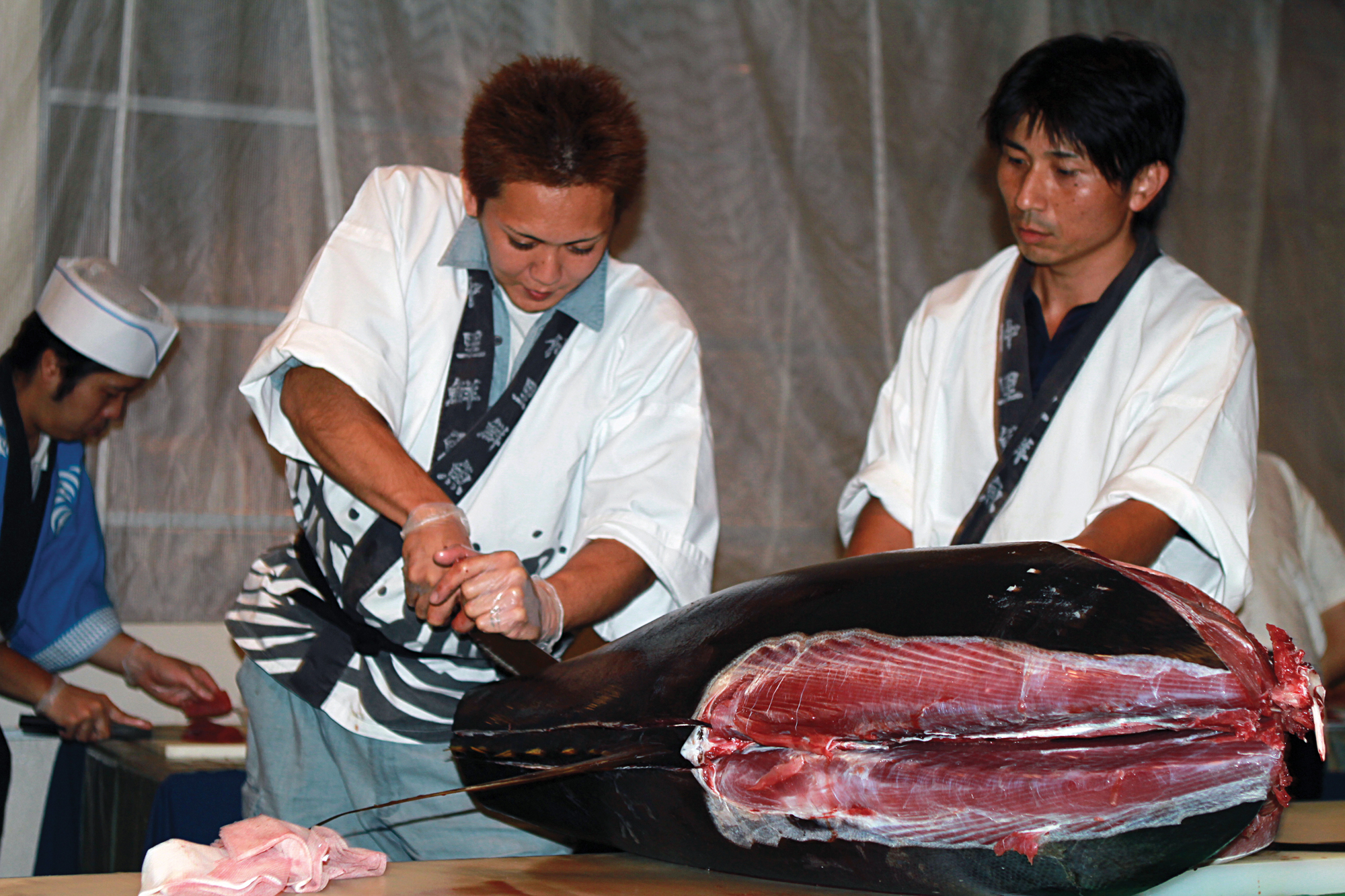
Découpe de thon rouge par des chefs sashimi-sushi

Les exigences de qualité des importateurs japonais pour les thons destinés au marché du sashimi, et les prix attractifs de ce marché, ont conduit les producteurs à s'adapter à celles-ci, et à former leurs équipages au traitement des prises à bord des thoniers. Parmi les techniques pratiquées, certaines sont recommandées par le Secrétariat général de la Communauté du Pacifique (SPC).

### Nettoyage
Le thon est hissé à bord à l'aide de gaffes plantées dans la tête du poisson, afin de ne pas endommager son corps. Il est manipulé à l'aide de gants, et posé sur un tapis de mousse ou de moquette, les nageoires pectorales repliées le long du corps.
Les japonais ont développé des techniques spécifiques pour la mise à mort des prises, qu'ils désignent par le terme japonais ikejime (活け締め), et dont l'objectif est de réduire l'impact de la mort sur la qualité de la chair. La démédullation selon la méthode Taniguchi est utilisée dans le cas du thon. La prise est assommée à l'aide d'un gourdin, et mise à mort à l'aide d'une pointe insérée dans le cerveau, à travers le « point mou » présent sur le front du thon. Un filament en nylon ou inox est ensuite introduit dans le canal médullaire pour détruire la moelle épinière. La destruction de la moelle épinière provoque l'arrêt des réactions biochimiques qui entraînent la dégradation de la chair du poisson. Le filament de nylon est souvent laissé en place, comme gage de qualité pour l'acheteur.
Le thon est ensuite saigné, afin d'améliorer la qualité de sa chair. Elle est généralement pratiquée juste après la mise à mort, afin que les derniers battements de cœur aident à la saignée. Elle permet de retirer le sang de la chair, améliorant sa couleur, d'extraire l'acide lactique présent dans le sang pour qu'il ne gâte pas la chair, et évacuer un sang qui a pu monter jusqu'à 35 °C lors de la lutte du poisson pendant sa capture.
Plusieurs techniques existent :
- Une entaille est pratiquée sur les deux flancs, à l'arrière de la nageoire pectorale, sur une profondeur de deux centimètres, afin de sectionner deux gros vaisseaux sanguins présents juste sous la peau du thon. La saignée dure de trois à cinq minutes. Cette méthode est principalement pratiquée pour les thons destinés au marché japonais.
- L'entaille est réalisée entre le col et les branchies, et un tuyau déversant de l'eau de mer y est ensuite inséré. Une variante utilise un tuyau doté d'un embout affuté en acier inoxydable qui perce directement l'opercule branchial. Ces deux techniques permettent d'accélérer le processus.
- Une entaille est pratiquée dans la gorge, près du cœur, et le tuyau est directement inséré dans la bouche du thon. Cette méthode est jugée médiocre par les Japonais, mais est parfois utilisée pour les thons destinés au marché américain, et notamment Hawaii.

Le thon est ensuite vidé et éviscéré. Une courte entaille est pratiquée dans la cavité abdominale, et l'intestin est saisi pour être tranché non loin de l'anus. Afin d'éviter que les bactéries contenues dans le tube digestif contaminent la cavité abdominale, une autre technique consiste à découper un disque autour de l'anus, puis de l'enfoncer dans le ventre du poisson, sans sectionner le tube digestif. Une seconde entaille est pratiquée depuis l'opercule branchial, en direction de l'œil, jusqu'à l'os du crâne, de chaque côté.
Les entailles sont les plus courtes possibles, afin d'éviter les échanges de chaleur entre la cavité abdominale et le milieu extérieur. Les opercules branchiaux sont sectionnés à bord des palangriers-congélateurs, afin de favoriser la circulation d'air pendant la congélation. Dans le cas où les thons sont seulement réfrigérés, les opercules sont conservés intacts afin d'éviter le réchauffement pendant le débarquement et le transport vers le marché.
Les branchies et les organes internes sont retirés ensemble, par l'ouverture branchiale, puis la cavité abdominale est longuement rincée. Le crâne est nettoyé de toutes les membranes et morceaux qui y sont encore attachés, puis il est brossé, ainsi que les vertèbres. Le thon est ensuite abondamment rincé.

### Conservation
Plusieurs méthodes de conservation sont pratiquées à bord des thoniers pendant le transport vers le marché, voire dans certains cas, pendant le transport par avion. Une baisse rapide de la température jusqu'à 0 °C après le nettoyage du thon, puis son maintien à cette température, permet de conserver au poisson ses qualités. Le Secrétariat général de la Communauté du Pacifique recommande de placer individuellement les prises dans un filet de gaze de coton extensible ou un sac plastique percés de plusieurs trous afin de protéger les thons de toute détérioration par frottement. Le thon est ensuite plongé dans une saumure réfrigérante pendant six à douze heures pour les plus petites pièces (de 25 à 40 kg), et jusqu'à 24 heures au maximum pour les plus grosses prises. Cette saumure est composée de deux parts de glace en paillette pour une part d'eau, avec un peu de sel pour améliorer la baisse de température, sans descendre en dessous de 2 °C. La saumure est régulièrement complétée pour compenser la fonte de la glace, et agitée pour l'homogénéiser. Lorsque la température à cœur atteint 0 °C, le thon est ensuite mis à conserver sous glace, en alternant une couche de thon puis une couche de glace.
Il est également possible de mettre directement le thon nettoyé sous glace, sans utiliser de saumure, en plaçant le thon sur le ventre sur une couche de glace, en remplissant de glace les cavités branchiale et abdominale, puis en entourant complètement le thon de glace. L'opération doit néanmoins être répétée entièrement au bout de 24 heures. Une troisième méthode utilise un mélange réfrigéré d'eau douce avec de 10 à 20 % d'eau de mer. Les thons sont alors enveloppés individuellement d'un filet de gaze, et la température est maintenue entre -0,5 et −1 °C. Ces trois méthodes de conservation permettent d'assurer une conservation du thon de qualité sashimi pour deux semaines.
Lors du débarquement des prises, elles sont manipulées avec précaution afin d'éviter de tordre ou plier le poisson, et remises le plus rapidement possible sous glace.

## Couteau

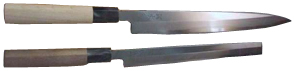
Couteaux à sashimi japonais. En haut, yanagi ba utilisé à Osaka ; et en bas, tako biki de Tokyo.

La cuisine professionnelle japonaise utilise une vingtaine de couteaux différents. Ceux qui sont utilisés par les particuliers sont assez proches de ceux utilisés en Occident, à l'exception du « couteau à sashimi », dont la lame très coupante mesure 30 cm de long et 2,5 cm de large. Ce couteau est aiguisé d'un seul côté de la lame, et il est particulièrement adapté à la découpe du poisson en tranches très fines.
La lame des couteaux japonais est beaucoup plus fine que celle des couteaux occidentaux. Les lames de qualité supérieure utilisées au Japon sont fabriquées comme des épées : avec une seule pièce d'acier au carbone. Elles portent le nom de leur fabricant gravé sur l'une des deux faces.
Les couteaux de catégorie inférieure sont fabriqués en deux pièces : la partie basse est en acier au carbone et le reste en acier doux, ce qui les rend plus vulnérables à la rouille et nécessitent un soin constant. C'est pourquoi ils sont remplacés peu à peu par des couteaux en acier inoxydable.